# Dendroprionomys rousseloti
Dendroprionomys rousseloti es una especie de roedor de la familia Nesomyidae. Es el único miembro del género monotípico Dendroprionomys.

## Distribución geográfica
Se encuentran sólo en la República del Congo.